# Hemiandrus superba
Hemiandrus superba är en insektsart som beskrevs av Tony Jewell 2007. Hemiandrus superba ingår i släktet Hemiandrus och familjen Anostostomatidae. Inga underarter finns listade i Catalogue of Life.